# Nembrotha yonowae
Nembrotha yonowae is een slakkensoort uit de familie van de Polyceridae. De wetenschappelijke naam van de soort is voor het eerst geldig gepubliceerd in 1992 door Goethel & Debelius.